# Chikatoshi Enomoto
Chikatoshi Enomoto (榎本 千花俊, Enomoto Chikatoshi), né en 1898 à Akasaka (Tokyo) et mort en 1973, est un peintre japonais.

## Biographie
Il prend part en juin-juillet 1929 à l'Exposition d'art Japonais, section école classique contemporaine organisée au Salon des Tuileries et au Musée du Jeu de Paume où il montre, entre autres, la toile Marionnette.
En 1932, il participe à la compétition artistique des Jeux olympiques d'été.